# Distretto di Torata
Il distretto di Torata è uno dei sei distretti della provincia di Mariscal Nieto, in Perù. Si trova nella regione di Moquegua e si estende su una superficie di 1.793,37 chilometri quadrati.
Ha per capitale la città di Torata.